# Laveno-Mombello
De Italiaanse plaats Laveno ligt in de provincie Varese (Lombardije). Samen met Mombello vormt deze de gemeente Laveno-Mombello. Wat betreft het toerisme is Laveno de belangrijkste plaats aan de Lombardische oever van het Lago Maggiore. Vanuit de plaats vaart een veerdienst naar het tegenover gelegen Verbania.
Vanuit Laveno voert een kabelbaan naar de 1062 meter hoge Sasso del Ferro. Vanaf deze top heeft men een goed uitzicht over het Lago Maggiore en de achterliggende Alpen met als hoogste top de Monte Rosa.
Laveno is gelegen aan twee spoorlijnen. De eerste is de lijn van de Ferrovie Nord Milano die via Varese naar Milaan leidt. Laveno is het eindpunt van dit traject. De tweede spoorlijn, van de staatsspoorwegen, komt vanuit het Zwitserse Bellinzona en gaat eveneens naar Milaan.
Verder heeft Laverno-Mombello in de inham van het meer twee kunstmatige jachthavens.

## Geboren
- Luigi Rattaggi (1928-), componist, muziekpedagoog en dirigent

## Afbeeldingen

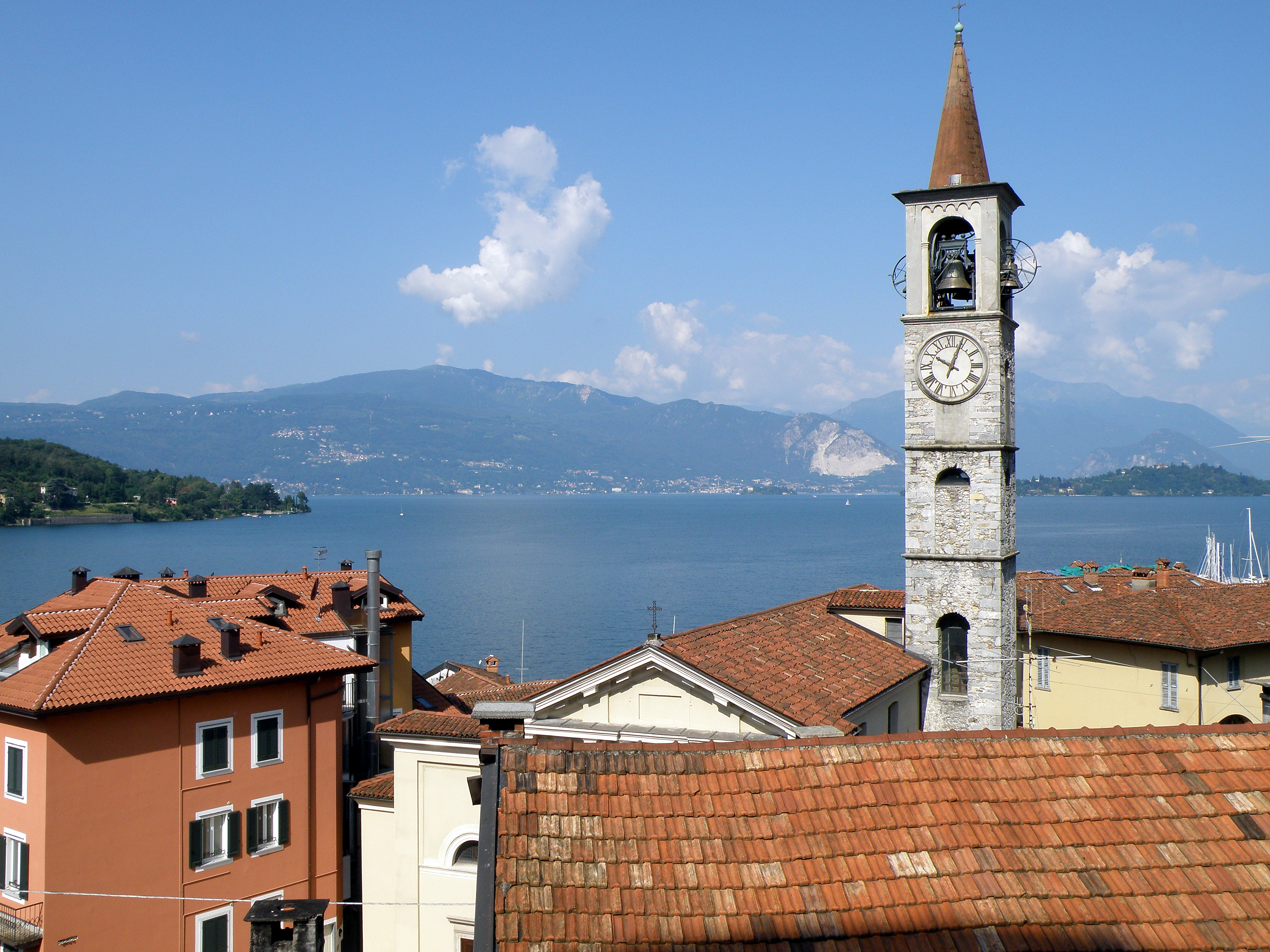
Laveno, Chiesa Vecchia en Lago Maggiore
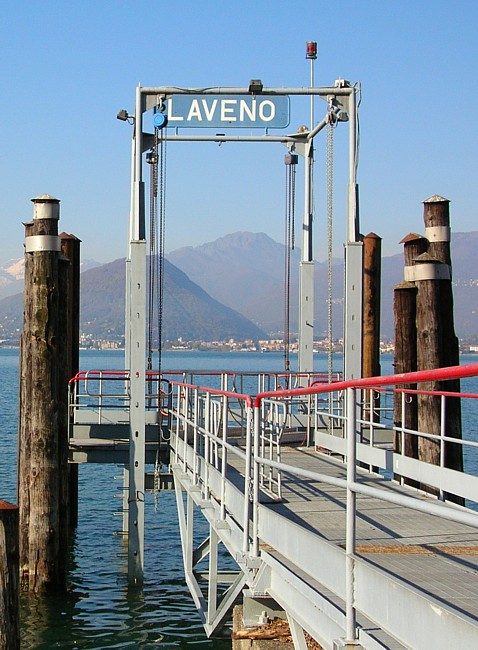
Haven